# Tomas Maier
Tomas Maier, nacido en 1957, es diseñador de origen alemán quien funge actualmente como director creativo de la marca italiana de estilo de vida Bottega Veneta, que es parte de la División de Lujo de Kering. Tomas Maier se integró a Bottega Veneta como director creativo en junio de 2001. En los años que han pasado desde entonces, él ha posicionado a Bottega Veneta como una de las principales firmas de productos de lujo del mundo. En ese mismo tiempo, Maier ha transformado el negocio de los productos de lujo, ofreciendo un argumento considerado y cada vez más importante de la primacía de la calidad, el trabajo artesanal y la individualidad.

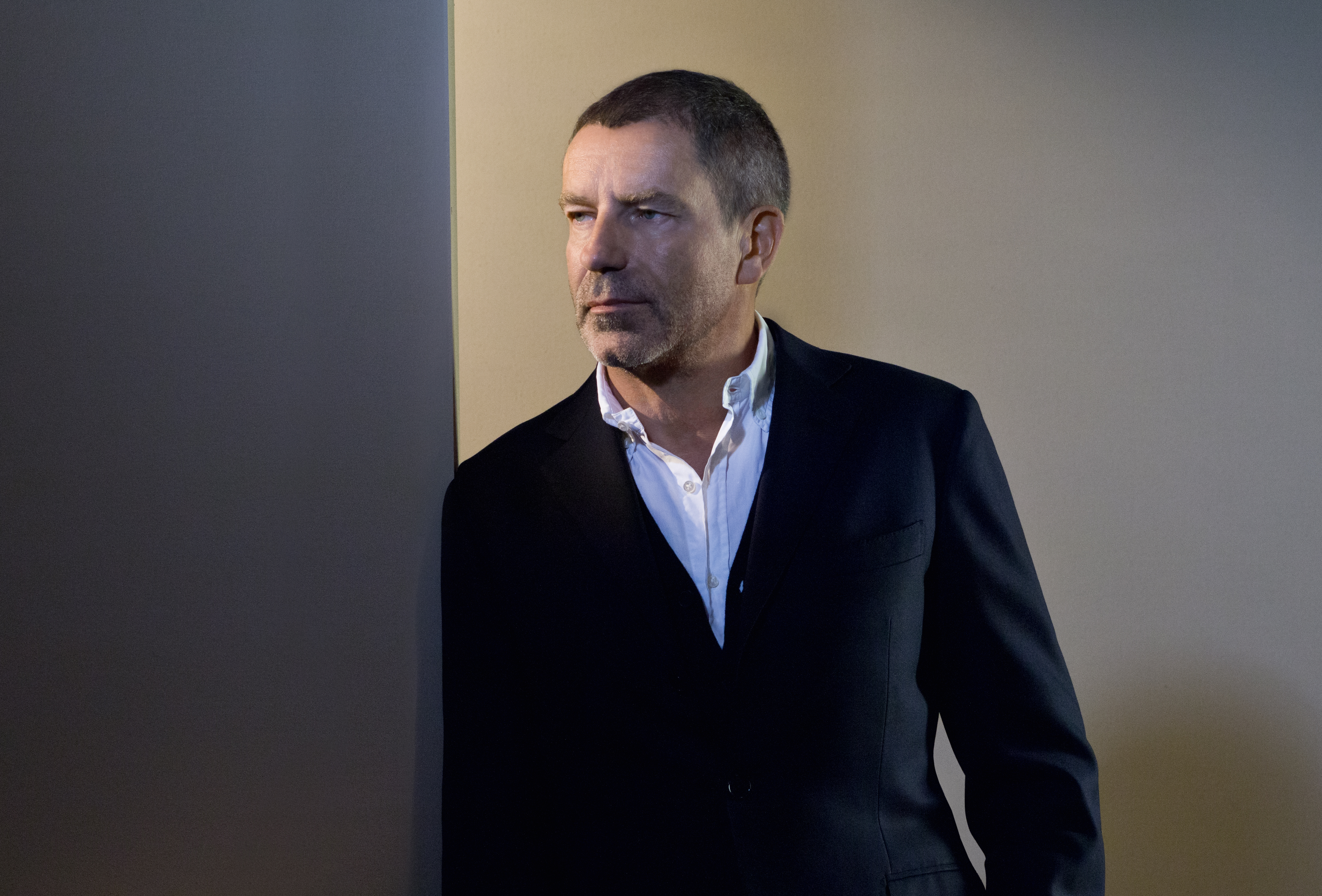
Tomas Maier

## Antecedentes y capacitación
Nacido en abril de 1957 en Pforzheim, Alemania, en los límites de la Selva Negra, Maier fue criado en una familia de arquitectos y asistió a una escuela de Waldorf en su niñez. De ahí se mudó a París, donde estudió en la Chambre Syndicale de la Haute Couture. Su experiencia profesional incluye el diseño de productos para algunas de las firmas de modas y productos de lujo más prestigiosas de Francia, Italia y Alemania, entre otras Guy Laroche, Sonia Rykiel, donde diseñó prendas de vestir para caballeros por ocho años, y Revillon, donde pasó cuatro años como director creativo. Durante nueve años, Maier fue diseñador de prendas ready-to-wear para damas en Hermès, donde también diseño algunos productos y accesorios en piel. Para 1999, canceló todos sus contratos y se mudó a Florida.

## Bottega Veneta
Tomas Maier fue designado por Tom Ford como director creativo de Bottega Veneta en junio de 2001, cuando la compañía fue adquirida por el Kering Group e integrada a su División de Lujo, antes Gucci Group.
Centrado, de pensamiento independiente y apasionado de su trabajo, Maier ha encabezado una expansión amplia pero deliberada de la marca Bottega Veneta. Él presentó su primera colección, que constaba exclusivamente de accesorios, en septiembre de 2001, tan sólo un par de meses después de haber sido contratado. Antes de embarcarse en una misión más grande, él constituyó los valores centrales de Bottega Veneta, que él llama “las cuatro piedras angulares”: material de muy alta calidad, trabajo artesanal extraordinario, funcionalidad contemporánea y diseño atemporal. Tomas Maier introdujo el bolso Cabat a su primera colección y fue diseñado para representar cada uno de estos valores centrales, volviéndose desde entonces uno de los artículos de mayor venta de la marca. Maier afirmó también que Bottega Veneta retornaría a su herencia sin logotipo, transmitida en el famoso eslogan, “Cuando tus iniciales son suficientes”.
Utilizando esos principios como guía de procedimiento, Maier ha convertido a Bottega Veneta en la marca de estilo de vida de lujo que es hoy. En los primeros dos años, Bottega Veneta abrió tiendas representativas en Londres, París, Milán y Nueva York; y agregó una pequeña selección de prendas ready-to-wear para damas y caballeros a las presentaciones de temporada. La primera exhibición de prendas ready-to-wear para damas tuvo lugar en febrero de 2005 y la primera pasarela de prendas para caballeros se llevó a cabo en junio de 2006. Entre las categorías de productos que ofrece ahora Bottega Veneta, además de las colecciones completas de prendas ready-to-wear para damas y caballeros, se cuentan accesorios, joyería fina, muebles, sillas y sillones, topes de mesa, escritorios, equipaje, porcelana, lentes, fragancias y relojes. Para ayudar a perpetuar las tradiciones que definen la marca, la compañía fundó una inusual escuela para artesanos, La Scuola della Pelleteria, en Vicenza en 2006. Y para aquellas personas que desean realizar una inmersión total en el estilo de vida Bottega Veneta, los hoteles St. Regis en Roma, Florencia y el Hotel Park Hyatt de Chicago ofrecen un número reducido de exclusivas suites diseñadas por Bottega Veneta únicas en su género.
Maier ha incrementado las ventas de Bottega Veneta en 800% entre 2001 y 2011.

## Marca propia
La marca Tomas Maier fue establecida en 1997 y en 1998 se inauguró una boutique en línea. Desde entonces, se han inaugurado tres tiendas epónimas en Florida y los Hamptons. La colección se vende en más de 100 tiendas de más de 30 países de todo el mundo.

## Premios
- 2004: Premio de GQ Alemania – Hombre del Año en la Categoría de Moda Internacional
- 2006: Premio del US Luxury Institute – La Más Prestigiosa Marca de Moda de Lujo para Damas para Bottega Veneta
- 2006: Premio Walpole de Londres – La Mejor Marca Internacional para Bottega Veneta
- 2007: Premio Preis del Foro Alemán de TextilWirschaft – Creatividad y Excelencia en Diseño
- 2007: Premio “Rule Breakers” de FGI
- 2007: Premio Elle Style Hong Kong – El Mejor Diseñador Internacional de Accesorios
- 2007: Premio DNR – Diseñador del Año
- 2007: Premio Wallpaper – La Mejor Biblioteca para la mesa de biblioteca Bottega Veneta
- 2009: Premio ACE – Diseñador del Año
- 2012: Accademia del Profumo – La Mejor Marca Olfativa y la Mejor Marca Italiana para Bottega Veneta Parfum